# 小行星21148
小行星21148（21148 Billramsey）是一颗绕太阳运转的小行星，为主小行星带小行星。该小行星于1993年4月16日发现。

## 轨道参数
小行星21148的轨道半长轴为2.6891209 UA，离心率为0.187。